# Gran Premio de Macao de 2018
La 65.ª edición del Gran Premio de Macao (oficialmente 65th Suncity Grupo Macau Grand Prix) fue una carrera de Fórmula 3 que se celebró el 18 de noviembre de 2018. Estuvo acompañada de competencias de GT (Copa Mundial de GT de la FIA), WTCR, motociclismo, Copa de Macaense de Turismos y Copa GBA Lotus (por primera vez).

## Participantes
Lista de participantes de Fórmula 3:
| Equipo                       | Motor      | No. | Piloto             | Serie principal                           |
| ---------------------------- | ---------- | --- | ------------------ | ----------------------------------------- |
| Motopark Academy             | Volkswagen | 1   | Dan Ticktum        | Campeonato Europeo de Fórmula 3 de la FIA |
| Motopark Academy             | Volkswagen | 2   | Joel Eriksson      | Deutsche Tourenwagen Masters              |
| Motopark Academy             | Volkswagen | 3   | Jüri Vips          | Campeonato Europeo de Fórmula 3 de la FIA |
| Motopark Academy             | Volkswagen | 5   | Ferdinand Habsburg | Campeonato Europeo de Fórmula 3 de la FIA |
| Motopark Academy             | Volkswagen | 6   | Marino Sato        | Campeonato Europeo de Fórmula 3 de la FIA |
| SJM Theodore Racing by Prema | Mercedes   | 8   | Guanyu Zhou        | Campeonato Europeo de Fórmula 3 de la FIA |
| SJM Theodore Racing by Prema | Mercedes   | 9   | Mick Schumacher    | Campeonato Europeo de Fórmula 3 de la FIA |
| SJM Theodore Racing by Prema | Mercedes   | 10  | Ralf Aron          | Campeonato Europeo de Fórmula 3 de la FIA |
| SJM Theodore Racing by Prema | Mercedes   | 11  | Marcus Armstrong   | Campeonato Europeo de Fórmula 3 de la FIA |
| SJM Theodore Racing by Prema | Mercedes   | 12  | Robert Shwartzman  | Campeonato Europeo de Fórmula 3 de la FIA |
| B-Max Racing Team            | Volkswagen | 15  | Yuhi Sekiguchi     | Super Fórmula Japonesa                    |
| B-Max Racing Team            | Volkswagen | 16  | Álex Palou         | Campeonato Europeo de Fórmula 3 de la FIA |
| B-Max Racing Team            | Volkswagen | 33  | "Dragon"           |                                           |
| Carlin                       | Volkswagen | 17  | Jehan Daruvala     | Campeonato Europeo de Fórmula 3 de la FIA |
| Carlin                       | Volkswagen | 18  | Callum Ilott       | Campeonato Europeo de Fórmula 3 de la FIA |
| Carlin                       | Volkswagen | 19  | Sacha Fenestraz    | Campeonato Europeo de Fórmula 3 de la FIA |
| Carlin                       | Volkswagen | 20  | Yoshiaki Katayama  | Fórmula 3 Japonesa                        |
| Toda Racing                  | Toda       | 21  | Toshiki Oyu        | Fórmula 3 Japonesa                        |
| Toda Racing                  | Toda       | 22  | Sena Sakaguchi     | Fórmula 3 Japonesa                        |
| Van Amersfoort Racing        | Mercedes   | 23  | Keyvan Andres      | Campeonato Europeo de Fórmula 3 de la FIA |
| Van Amersfoort Racing        | Mercedes   | 25  | Sophia Flörsch     | Campeonato Europeo de Fórmula 3 de la FIA |
| Van Amersfoort Racing        | Mercedes   | 26  | Frederik Vesti     | ADAC Fórmula 4                            |
| ThreeBond Racing             | Tomei      | 27  | Ukyo Sasahara      | Fórmula 3 Japonesa                        |
| Hitech GP                    | Mercedes   | 28  | Charles Leong      | Campeonato de F3 Asiático                 |
| Hitech GP                    | Mercedes   | 29  | Enaam Ahmed        | Campeonato Europeo de Fórmula 3 de la FIA |
| Hitech GP                    | Mercedes   | 30  | Jake Hughes        | Campeonato de F3 Asiático                 |
| Team TOM'S                   | Toyota     | 31  | Sho Tsuboi         | Fórmula 3 Japonesa                        |
| Team TOM'S                   | Toyota     | 32  | Ritomo Miyata      | Fórmula 3 Japonesa                        |

### Carreras de soporte

#### Copa Mundial de GT de la FIA
| Escudería                        | Coche                 | N.º | Piloto               | Clase |
| -------------------------------- | --------------------- | --- | -------------------- | ----- |
| Mercedes-AMG Team GruppeM Racing | Mercedes-AMG GT3      | 1   | Edoardo Mortara      | P     |
| Mercedes-AMG Team GruppeM Racing | Mercedes-AMG GT3      | 888 | Maro Engel           | P     |
| Mercedes-AMG Team GruppeM Racing | Mercedes-AMG GT3      | 999 | Raffaele Marciello   | P     |
| KCMG                             | Nissan GT-R Nismo GT3 | 18  | Alexandre Imperatori | G     |
| KCMG                             | Nissan GT-R Nismo GT3 | 23  | Tsugio Matsuda       | P     |
| KCMG                             | Nissan GT-R Nismo GT3 | 35  | Oliver Jarvis        | P     |
| Audi Sport Team Rutronik         | Audi R8 LMS           | 28  | Christopher Haase    | P     |
| BMW Team Schnitzer               | BMW M6 GT3            | 42  | Augusto Farfus       | P     |
| Craft-Bamboo Racing              | Porsche 911 GT3 R     | 55  | Darryl O'Young       | S     |
| Craft-Bamboo Racing              | Porsche 911 GT3 R     | 991 | Mathieu Jaminet      | G     |
| Audi Sport Team WRT Speedstar    | Audi R8 LMS           | 66  | Robin Frijns         | P     |
| Audi Sport Team WRT Speedstar    | Audi R8 LMS           | 88  | Dries Vanthoor       | G     |
| Zun Motorsport Crew              | Audi R8 LMS           | 77  | Adderly Fong         | G     |
| Manthey Racing                   | Porsche 911 GT3 R     | 911 | Laurens Vanthoor     | P     |
| Manthey Racing                   | Porsche 911 GT3 R     | 912 | Earl Bamber          | P     |

| Icon | Class   |
| ---- | ------- |
| P    | Platino |
| G    | Oro     |
| S    | Plata   |

#### WTCR
| Escudería                          | Coche                        | N.º | Pilotos           |
| ---------------------------------- | ---------------------------- | --- | ----------------- |
| BRC Racing Team                    | Hyundai i30 N TCR            | 5   | Norbert Michelisz |
| BRC Racing Team                    | Hyundai i30 N TCR            | 30  | Gabriele Tarquini |
| DG Sport Compétition               | Peugeot 308 TCR              | 7   | Aurélien Comte    |
| DG Sport Compétition               | Peugeot 308 TCR              | 70  | Maťo Homola       |
| Zengő Motorsport                   | CUPRA León TCR               | 8   | Norbert Nagy      |
| Zengő Motorsport                   | CUPRA León TCR               | 66  | Zsolt Szabó       |
| Boutsen Ginion Racing              | Honda Civic Type-R TCR (FK8) | 9   | Tom Coronel       |
| Boutsen Ginion Racing              | Honda Civic Type-R TCR (FK8) | 55  | Ma Qing Hua       |
| Team Mulsanne                      | Alfa Romeo Giulietta TCR     | 16  | Luigi Ferrara     |
| Team Mulsanne                      | Alfa Romeo Giulietta TCR     | 31  | Kevin Ceccon      |
| M Racing-YMR                       | Hyundai i30 N TCR            | 11  | Thed Björk        |
| M Racing-YMR                       | Hyundai i30 N TCR            | 48  | Yvan Muller       |
| Sébastien Loeb Racing              | Volkswagen Golf GTI TCR      | 12  | Robert Huff       |
| Sébastien Loeb Racing              | Volkswagen Golf GTI TCR      | 25  | Mehdi Bennani     |
| ALL-INKL.COM Münnich Motorsport    | Honda Civic Type-R TCR (FK8) | 42  | Timo Scheider     |
| ALL-INKL.COM Münnich Motorsport    | Honda Civic Type-R TCR (FK8) | 68  | Yann Ehrlacher    |
| ALL-INKL.COM Münnich Motorsport    | Honda Civic Type-R TCR (FK8) | 86  | Esteban Guerrieri |
| Audi Sport Team Comtoyou           | Audi RS 3 LMS TCR            | 20  | Denis Dupont      |
| Audi Sport Team Comtoyou           | Audi RS 3 LMS TCR            | 22  | Frédéric Vervisch |
| Comtoyou Racing                    | Audi RS 3 LMS TCR            | 21  | Aurélien Panis    |
| Comtoyou Racing                    | Audi RS 3 LMS TCR            | 23  | Nathanaël Berthon |
| Team Oscaro by Campos Racing       | CUPRA León TCR               | 27  | John Filippi      |
| Team Oscaro by Campos Racing       | CUPRA León TCR               | 74  | Pepe Oriola       |
| Audi Sport Leopard Lukoil Team WRT | Audi RS 3 LMS TCR            | 52  | Gordon Shedden    |
| Audi Sport Leopard Lukoil Team WRT | Audi RS 3 LMS TCR            | 69  | Jean-Karl Vernay  |
| PCT-IXO Models Racing Team         | Volkswagen Golf GTI TCR      | 6   | Rui Valente       |
| Teamwork Motorsport                | Audi RS 3 LMS TCR            | 28  | Kevin Tse         |
| TSRT Zuver Team                    | Audi RS 3 LMS TCR            | 36  | Lo Kai Fung       |
| Champ Motorsport                   | Audi RS 3 LMS TCR            | 60  | Filipe de Souza   |
| Champ Motorsport                   | Audi RS 3 LMS TCR            | 77  | Lam Kam San       |
| MacPro Racing Team                 | Honda Civic Type-R TCR (FK8) | 89  | André Couto       |

## Vencedores

### Calificación
| Piloto         | Escudería        | Tiempo   |
| -------------- | ---------------- | -------- |
| Daniel Ticktum | Motopark Academy | 2:09.910 |

| Datos     | Piloto         | Escudería        | Tiempo    |
| --------- | -------------- | ---------------- | --------- |
| 1º        | Daniel Ticktum | Motopark Academy | 23:41.034 |
| 2º        | Joel Eriksson  | Motopark Academy | +1.563    |
| 3º        | Callum Ilott   | Carlin           | +3.165    |
|           |                |                  |           |
| V. rápida | Daniel Ticktum | Motopark Academy | 2:10:620  |

| Datos     | Piloto          | Escudería        | Tiempo      |
| --------- | --------------- | ---------------- | ----------- |
| 1º        | Daniel Ticktum  | Motopark Academy | 1:46:22.108 |
| 2º        | Joel Eriksson   | Motopark Academy | +1.208      |
| 3º        | Sacha Fenestraz | Carlin           | +2.505      |
|           |                 |                  |             |
| V. rápida | Daniel Ticktum  | Motopark Academy | 2:10:246    |

### Carreras de soporte

#### Motociclismo
| Datos     | Piloto         | Moto                 | Tiempo    |
| --------- | -------------- | -------------------- | --------- |
| Pole      | Peter Hickman  | BMW S1000RR          | 2:23.904  |
|           |                |                      |           |
| 1º        | Peter Hickman  | BMW S1000RR          | 19:31.386 |
| 2º        | Michael Rutter | Honda RC213V         | +0.795    |
| 3º        | Martin Jessopp | Ducati Panigale 1199 | +7.434    |
|           |                |                      |           |
| V. rápida | Peter Hickman  | BMW S1000RR          | 2:25.005  |

#### WTCR
Calificación
| Piloto      | Escudería             | Tiempo Q1 | Tiempo Q2 | Tiempo Q3 |
| ----------- | --------------------- | --------- | --------- | --------- |
| Robert Huff | Sébastien Loeb Racing | 2:29.333  | 2:29.207  | 2:29.660  |

| Datos     | Piloto           | Escudería              | Tiempo    |
| --------- | ---------------- | ---------------------- | --------- |
| 1º        | Jean-Karl Vernay | AS Leopard Lukoil Team | 46:07.189 |
| 2º        | Yvan Muller      | M Racing-YMR           | +0.516    |
| 3º        | Robert Huff      | Sébastien Loeb Racing  | +0.881    |
|           |                  |                        |           |
| V. rápida | Robert Huff      | Sébastien Loeb Racing  | 2:31.038  |

| Datos     | Piloto            | Escudería             | Tiempo    |
| --------- | ----------------- | --------------------- | --------- |
| 1º        | Frédéric Vervisch | AS Team Comtoyou      | 20:30.967 |
| 2º        | Timo Scheider     | Münnich Motorsport    | +1.713    |
| 3º        | Yvan Muller       | M Racing-YMR          | +2.132    |
|           |                   |                       |           |
| V. rápida | Robert Huff       | Sébastien Loeb Racing | 2:31.280  |

| Datos     | Piloto            | Escudería             | Tiempo    |
| --------- | ----------------- | --------------------- | --------- |
| 1º        | Esteban Guerrieri | Münnich Motorsport    | 37:53.401 |
| 2º        | Robert Huff       | Sébastien Loeb Racing | +2.368    |
| 3º        | Norbert Michelisz | BRC Racing Team       | +3.354    |
|           |                   |                       |           |
| V. rápida | Yann Ehrlacher    | Münnich Motorsport    | 2:31.999  |

##### Copa Mundial de GT de la FIA
Calificación
| Piloto             | Coche            | Tiempo   |
| ------------------ | ---------------- | -------- |
| Raffaele Marciello | Mercedes-AMG GT3 | 2:16.800 |

| Datos     | Piloto             | Coche            | Tiempo    |
| --------- | ------------------ | ---------------- | --------- |
| 1º        | Augusto Farfus     | BMW M6 GT3       | 29:35.782 |
| 2º        | Raffaele Marciello | Mercedes-AMG GT3 | +3.812    |
| 3º        | Maro Engel         | Mercedes-AMG GT3 | +5.022    |
|           |                    |                  |           |
| V. rápida | Augusto Farfus     | BMW M6 GT3       | 2:17.987  |

| Datos     | Piloto          | Coche            | Tiempo    |
| --------- | --------------- | ---------------- | --------- |
| 1º        | Augusto Farfus  | BMW M6 GT3       | 41:45.992 |
| 2º        | Maro Engel      | Mercedes-AMG GT3 | +0.981    |
| 3º        | Edoardo Mortara | Mercedes-AMG GT3 | +1.823    |
|           |                 |                  |           |
| V. rápida | Edoardo Mortara | Mercedes-AMG GT3 | 2:18.276  |

#### Macau Touring Car Cup
| Datos     | Piloto              | Coche              | Tiempo    |
| --------- | ------------------- | ------------------ | --------- |
| Pole      | Sunny Wong          | Subaru Impreza WRX | 2:31.910  |
|           |                     |                    |           |
| 1º        | Sunny Wong          | Subaru Impreza WRX | 40:45.161 |
| 2º        | Mitsuhiro Kinoshita | Nissan GT-R 34     | +0.543    |
| 3º        | Samson Fung         | Audi TTRS          | +14.351   |
|           |                     |                    |           |
| V. rápida | Sunny Wong          | Subaru Impreza WRX | 2:34.397  |

| Datos     | Piloto        | Coche           | Tiempo    |
| --------- | ------------- | --------------- | --------- |
| Pole      | Paul Poon     | Peugeot RCZ     | 2:33:823  |
|           |               |                 |           |
| 1º        | Paul Poon     | Peugeot RCZ     | 40:54.807 |
| 2º        | Kar Chue Fung | Peugeot RCZ     | +5.425    |
| 3º        | Tong Chan     | Chevrolet Cruze | +23.881   |
|           |               |                 |           |
| V. rápida | Paul Poon     | Peugeot RCZ     | 2:39.539  |

#### Copa Lotus
| Datos     | Piloto         | Coche       | Tiempo    |
| --------- | -------------- | ----------- | --------- |
| Pole      | Ka Lok Mak     | Lotus Exige | 2:47.938  |
|           |                |             |           |
| 1º        | Kin Chong Kong | Lotus Exige | 35:46.678 |
| 2º        | Ka Fai Lo      | Lotus Exige | +0.864    |
| 3º        | Ka Lok Mak     | Lotus Exige | +2.314    |
|           |                |             |           |
| V. rápida | Ka Fai Lo      | Lotus Exige | 2:44.865  |

## Nota
1. ↑  Scheider es un piloto alemán que compitió bajo licencia de carreras austriaca.